# Ruta 803 (Costa Rica)
La Ruta 803, oficialmente Ruta Nacional Terciaria 803, es una ruta nacional de Costa Rica ubicada en la provincia de Limón.

## Descripción
En la provincia de Limón, la ruta atraviesa el cantón de Matina (el distrito de Carrandi).